# Pomorzowiczki
Pomorzowiczki (niem. Alt Wiendorf, czes. Pomorčovičky) – wieś w Polsce, położona w województwie opolskim, w powiecie głubczyckim, w gminie Głubczyce, na ziemi prudnickiej.
W latach 1975–1998 miejscowość administracyjnie należała do województwa opolskiego.
Leży na terenie Nadleśnictwa Prudnik (obręb Prudnik).
Przysiółkami miejscowości są Nowa Wieś i Stara Wieś.

## Nazwa
12 lutego 1948 r. ustalono urzędową polską nazwę miejscowości – Pomorzowiczki, określając drugi przypadek jako Pomorzowiczek, a przymiotnik – pomorzowicki.
| SIMC    | Nazwa                   | Rodzaj     |
| ------- | ----------------------- | ---------- |
| 1065036 | Nowa Wieś (do 2024 r.)  | przysiółek |
| 0494485 | Stara Wieś (do 2023 r.) | przysiółek |

## Historia
Pierwsza historyczna wzmianka o wsi jest z 1262 roku.
Do głosowania podczas plebiscytu na Górnym Śląsku uprawnionych było w Pomorzowiczkach 200 osób, z czego 116, 58%, stanowili mieszkańcy (w tym 113, 56,5% całości, mieszkańcy urodzeni w miejscowości). Oddano 197 głosów (98,5% uprawnionych), w tym 197 (100%) ważnych; za Niemcami głosowało 197 osób (100%), a za Polską 0 osób (0%).
W 1960 żołnierze 45 Batalion WOP w Prudniku pracowali przy budowie nowego budynku szkoły podstawowej oraz pomnika 1000 lecia Państwa Polskiego w Pomorzowiczkach. Ze względu na pomoc wopistów z Prudnika szkoła otrzymała imię Żołnierzy Górnośląskiej Brygady WOP.
20 maja 1994 burmistrz Prudnika Jan Roszkowski i burmistrz Głubczyc oraz wójt Lubrzy wraz z przedstawicielami Urzędu Wojewódzkiego podczas spotkania w Prudniku podpisali porozumienie dotyczące otwarcia przejścia granicznego w Pomorzowiczkach.

## Zabytki
Do wojewódzkiego rejestru zabytków wpisany jest dwór, z 1820 r. (nie istnieje)